# Vladimir Ivanoff
Vladimir Ivanoff (* 1957 in Sofia) ist ein bulgarisch-deutscher Musiker, Arrangeur, Ensembleleiter und Musikwissenschaftler.

## Leben
Ivanoff emigrierte bereits als Kind mit seiner Mutter nach Deutschland, wo er ursprünglich den Beruf des Filmregisseurs ergreifen wollte. Schließlich entschied er sich für das Studium der Musikwissenschaft, Kunstgeschichte und Theaterwissenschaft an der Ludwig-Maximilians-Universität München, das er von 1977 bis 1987 absolvierte. Gleichzeitig studierte er von 1982 bis 1986 an der Hochschule für Musik Karlsruhe und an der Schola Cantorum Basiliensis in Basel Renaissancelaute und promovierte 1987 mit einer preisgekrönten Dissertation über das früheste bekannte europäische Lautenmanuskript zum Dr. phil. in Musikwissenschaft.
Von 1990 bis 1992 arbeitete er in Venedig mit einem Habil-Stipendium der Deutschen Forschungsgemeinschaft an dem Habilitationsprojekt „Europa und die Musik des Orients“ über die musikalischen Verbindungen zwischen Orient und Okzident.
Seit 1985 nimmt er Lehraufträge an mehreren europäischen und amerikanischen Universitäten und Musikhochschulen wahr, hält Vorträge auf internationalen Symposien, Kongressen und Konferenzen, publiziert regelmäßig Artikel in verschiedenen musikwissenschaftlichen Zeitschriften und Enzyklopädien und ist Autor einiger Bücher. Die Leitung weltweiter Workshops für die künstlerische Entwicklung und Karriere junger Musiker ergänzen seine beruflichen Aktivitäten.
Er gründete und leitet mehrere Ensembles, wie etwa 1986 Sarband, 1989 Vox, mit dem er traditionelle, alte und klassische Musik in neue, postmoderne Klanglandschaften transferiert, 1993 Consortium Monacense und Metamorphoses und 1996 L'Orient Imaginaire. Mit dem Ensemble Sarband ist er in Konzerten, szenischen Aufführungen, Radio-, Fernseh- und CD-Produktionen in ganz Europa, Asien und den USA tätig.
In seiner Eigenschaft als musikalischer Leiter, Komponist und Arrangeur arbeitet er mit zahlreichen Künstlern aus verschiedenen  Bereichen zusammen, wie etwa den Berliner Philharmonikern, The King’s Singers, Concerto Köln, Sidi Larbi Cherkaoui oder dem Frauenchor Le Mystère des Voix Bulgares.
Von 2011 bis 2014 war Vladimir Ivanoff künstlerischer Leiter des Festivals „Tonfolgen“ in Bonn.

## Auszeichnungen
- 1994: Nominierung für zwei Grammy Awards
- 2003: ECHO-Klassik-Auszeichnung mit Sarband
- 2006: ECHO Klassik-Auszeichnung mit Sarband
- 2007: „Premio Mousiké“ für die Verbreitung Alter Musik im Mittelmeerraum von der Region Apulien
- 2008: Deutscher Weltmusikpreis „Ruth“ für die Arbeit mit Sarband